# 쇼나 맥가티
쇼나 맥가티(Shona McGarty, 1991년 10월 14일 ~ )는 잉글랜드의 배우이다.